# Kanadische Badmintonmeisterschaft 2012
Die Kanadische Badmintonmeisterschaft 2012 fand vom 1. bis zum 4. Februar 2012 in Calgary statt.

## Austragungsort
- The Glencoe Club, 636-29 Avenue SW

## Medaillengewinner
| Disziplin    | Gold                  | Silber                      | Bronze                     |
| ------------ | --------------------- | --------------------------- | -------------------------- |
| Herreneinzel | Alexander Pang        | Bobby Milroy                | Joseph Rogers              |
| Dameneinzel  | Michelle Li           | Joycelyn Ko                 | Phyllis Chan               |
| Herrendoppel | Adrian Liu Derrick Ng | Toby Ng Jon Vandervet       | Logan Campbell Alvin Lau   |
| Damendoppel  | Joycelyn Ko Grace Gao | Michelle Li Alexandra Bruce | Phyllis Chan Valérie Loker |
| Mixed        | Toby Ng Grace Gao     | Derrick Ng Alexandra Bruce  | Jon Vandervet Jenn Lam     |